# Zimní stadion Kuřim
Zimní stadion Kuřim je hokejový stadion ve městě Kuřim, otevřený v roce 2019. Je domácím stadionem univerzitního hokejového týmu VUT Cavaliers Brno, ženského hokejového klubu HC Valkyries Brno a místního hokejového klubu HC Mystery Kuřim, který navazuje na, v roce 1960 zaniklý, Spartak Kuřim a který vznikl právě na impuls vycházející ze stavby nového zimního stadionu. Prvním zápasem byl zápas mezi univerzitními týmy HC Cavaliers Brno a Black Dogs Budweis.
Stavba stadionu stála sto miliónů korun.